# 阿克赛农村居民点
阿克赛农村居民点（俄语：Аксайское сельское поселение）是俄罗斯联邦伏尔加格勒州十月区所属的一个农村居民点。其下辖有2个居民点，行政中心为阿克赛。据2016年统计，该农村居民点的人口为1486人。